# 库埃农河畔圣让
庫埃農河畔圣让（法語：Saint-Jean-sur-Couesnon，法語發音：[sɛ̃ ʒɑ̃ syʁ kwenɔ̃]）是法国伊勒-维莱讷省的一个旧市镇，位于该省中东部偏北，属于富热尔-维特雷区。2019年1月1日，库埃农河畔圣让和相邻的另外3个市镇合并为新市镇里沃迪库埃农（Rives-du-Couesnon），并成为政府驻地。

## 地理
库埃农河畔圣让（48°17'26"N, 1°22'2"W）面积18.32 平方千米，位于法国布列塔尼大區伊勒-维莱讷省，该省份为法国西北部沿海省份，位于布列塔尼半岛东部，北濒大西洋，西接阿摩尔滨海省和莫尔比昂省，南至大西洋卢瓦尔省，西南端接曼恩-卢瓦尔省，东临马耶讷省，东北与芒什省接壤。
与库埃农河畔圣让接壤的市镇（或旧市镇、城区）包括：圣欧班迪科尔米耶、拉沙佩勒圣欧贝尔、库埃农河畔梅济耶尔、库埃农河畔圣马克、旺代勒、圣乔治德谢内。
库埃农河畔圣让的时区为UTC+01:00、UTC+02:00（夏令时）。

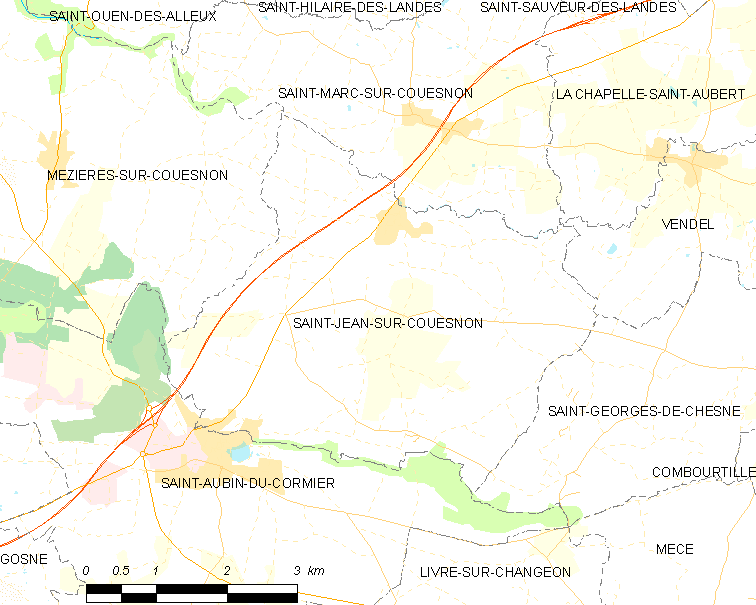
库埃农河畔圣让的OSM定位图

## 行政
库埃农河畔圣让的邮政编码为35140，INSEE市镇编码为35282。

## 政治
库埃农河畔圣让所属的省级选区为富热尔第一县。

## 人口

1962-2008年间库埃农河畔圣让人口变化图示

库埃农河畔圣让于2018年1月1日时的人口数量为1197人。